# Linda McCartney
Linda Louise McCartney (apellido de soltera Eastman; Scarsdale, Nueva York; 24 de septiembre de 1941 - Tucson, Arizona; 17 de abril de 1998) fue una intérprete musical, compositora, activista en favor de los derechos de los animales, autora y fotógrafa estadounidense.
Escribió libros de cocina vegetariana y fundó la Linda McCartney's Foods Company, una compañía de cocina vegetariana que tuvo mucho éxito en los Estados Unidos y en el Reino Unido.
En 1969 se casó con el miembro de Los Beatles, Paul McCartney, con quien más tarde fundó el grupo Wings.

## Biografía
Linda Eastman, nacida en Scarsdale (Nueva York) como Linda Louise Eastman, era la segunda de cuatro hijos de padres judeoestadounidenses, de Lee Eastman y Louise Sara Lindner Eastman. Tenía un hermano mayor, John (1939-2022) y dos hermanas, Laura (1947) y Louise Jr. (1950). Su padre era hijo de inmigrantes rusos. Cambió su nombre Leopold Vail Epstein por el de Lee Eastman. Su madre, Louise Eastman, heredó las tiendas del Departamento Lindner y murió en el accidente del Vuelo 1 de American Airlines en Queens, Nueva York, en 1962.
Linda creció en Scarsdale, estado de Nueva York, y se graduó en el Scarsdale High School en 1960.
Su primer matrimonio fue con John Melvin Jr., a quien conoció en la Universidad de Arizona, mientras Linda estudiaba fotografía. Se casaron el 18 de junio de 1962, y su hija Heather nació el 31 de diciembre de 1962. Se divorciaron en junio de 1965. Su segundo matrimonio fue con el músico de Los Beatles, Paul McCartney, el 12 de marzo de 1969 en Londres, Inglaterra (Reino Unido). Linda se convirtió en Lady McCartney cuando su esposo fue condecorado como Sir en 1997 por la Reina Isabel II.

## Trayectoria
Linda McCartney comenzó a trabajar como recepcionista para la revista Town & Country y fue la única fotógrafa oficiosa a bordo del yate SS Mar Panther en el río Hudson, que fue autorizada a tomar fotografías de los The Rolling Stones durante la fiesta de promoción.
Fotografió a artistas como Aretha Franklin, Jimi Hendrix, Bob Dylan, Janis Joplin, Eric Clapton, Simon and Garfunkel, The Who, The Doors y Neil Young.
Fotografió a Eric Clapton para la revista Rolling Stone, convirtiéndose en la primera mujer en fotografiar al artista de la portada (11 de mayo de 1968). Ella y Paul también aparecieron en la portada de Rolling Stones el 31 de enero de 1974, convirtiéndose en la única persona que ha tomado una fotografía, que ha sido fotografiada, y que ha figurado en la portada de esa revista.
Sus fotografías fueron posteriormente exhibidas en más de 50 galerías internacionales, así como en el Victoria and Albert Museum de Londres. Además de una colección de fotografías llamada Linda McCartney's Sixties: Portrait of an Era (Los sesenta de Linda McCartney: Retrato de una época), que se publicó en 1993, en la cual se publicaron fotografías tomadas a artistas famosos, a su propia familia y amigos durante esa década.

### Familia McCartney

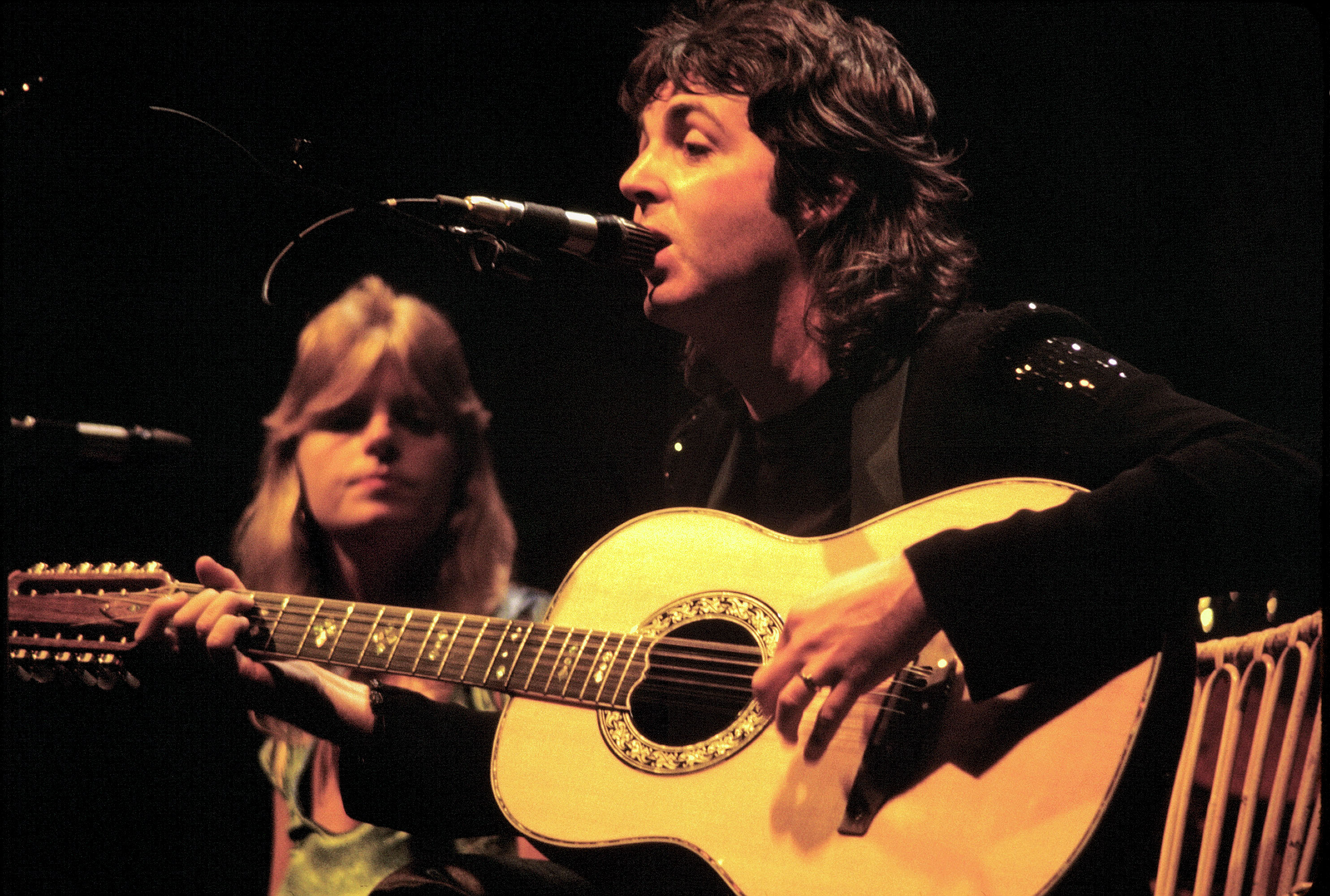
Linda en 1976 junto a Paul McCartney

El 15 de mayo de 1967, la entonces Linda Eastman conoció a Paul McCartney en un concierto de Georgie Fame en el club Bag O'Nailsde de Londres.
Ella estaba en el Reino Unido en una misión para tomar fotografías de los músicos en Londres, especialmente de los integrantes de The Beatles. Dos días después se dirigió a la Speakeasy club en la calle para ver a Procol Harum, acompañada por Paul. Se encontraron de nuevo cuatro días más tarde en parte por la puesta en marcha de Sgt. Pepper's Lonely Hearts Club Band en la casa de Brian Epstein en Belgravia. Al día siguiente, ella voló de regreso a Nueva York.
En mayo de 1968, se reunieron de nuevo en Nueva York, ya que John Lennon y Paul McCartney se encontraban allí para anunciar la formación de Apple Corps. En septiembre del mismo año, Paul la llamó por teléfono y le pidió que volara a Londres. Se casaron seis meses más tarde en una pequeña ceremonia civil (ya estaba embarazada de cuatro meses de su hija Mary) en el Registro  civil de Marylebone, el 12 de marzo de 1969. Paul había terminado un largo noviazgo con la actriz Jane Asher apenas 8 meses antes de casarse, el 20 de julio de 1968.
Ella se convirtió en Lady McCartney cuando su marido fue nombrado caballero (Sir) en 1997. Su hermano, John Eastman, abogado, ha representado a Paul McCartney durante las últimas décadas, concretamente desde la ruptura de The Beatles en abril de 1970.
Le detectaron un cáncer de mama en 1995 que se extendió al hígado, causándole la muerte el 17 de abril de 1998, en Tucson, Arizona, Estados Unidos.
Seis son los nietos que han nacido después de su muerte: tres hijos de Mary: Alistair Donald Arthur (1999), Donald Elliot (2002) y Sam Aboud (2008); y otros tres de Stella: Miller Alasdhair James Willis (2005), Bailey Linda Olwyn Willis (2006) y Beckett Robert Lee Willis (2008).

### Wings

Linda McCartney cantando con Wings en 1972.

Después de la ruptura de The Beatles en 1970, su marido le enseñó a tocar el teclado y el piano, y le insistió mucho en que entrara a su nuevo proyecto Wings, aunque ella se negaba porque argumentaba que no estaba preparada musicalmente, pero finalmente accedió . El nombre de la banda (Wings) surgió en un sueño de Paul, el día anterior de convertirse en padre (biológico) por segunda vez, el 27 de agosto de 1971, en el que una voz le decía "Ponle alas" (en inglés, "wings").
El grupo obtuvo varios premios Grammy por la canción Live And Let Die, convirtiéndose en una de las bandas más exitosas de la década de 1970.
En 1977, un sencillo titulado "Seaside Woman" fue lanzado en los Estados Unidos por un oscuro grupo llamado Suzy and the Red Stripes, por Epic Records. En realidad, Suzy and The Red Stripes eran Wings, con Linda McCartney (que también escribió la canción) en primera voz.
Linda McCartney fue también autora del álbum Wide Prairie, que incluía "Seaside Woman", que fue lanzado póstumamente en 1998. Paul McCartney, con ayuda del ingeniero de The Beatles Geoff Emerick, terminó el álbum. Además, junto a ocho compositores británicos contribuyó al álbum coral A Garland for Linda y le dedicó su álbum clásico Ecce Cor Meum.
En el álbum RAM de 1971, Linda aparece acreditada como coautora de todas las canciones junto a Paul McCartney. La discográfica ATV Music, que entonces poseía los derechos de propiedad de todas las canciones de John Lennon y Paul McCartney (en virtud del contrato que firmaron con Northern Songs Ltd, con fecha de fin hasta 1973), demandó a los McCartney argumentando que Linda no poseía talento musical suficiente para participar en el proceso creativo musical de Paul y que en realidad ese crédito era un artificio de Paul para que el 50% de los derechos de esas canciones, al corresponder a Linda, escaparan al contrato firmado con Northern Songs. El juez dio la razón a Paul y permitió que Linda siguiera cofirmando las canciones del dúo.

### Discografía con Wings
| Año  | Álbum                                          | Posiciones de ventas | Posiciones de ventas | Posiciones de ventas | Posiciones de ventas | Posiciones de ventas | Posiciones de ventas | Posiciones de ventas | Certificaciones              |
| Año  | Álbum                                          | U.S.                 | N.Z.                 | U.K.                 | NOR                  | SWE                  | JPN                  | ARG                  | Certificaciones              |
| ---- | ---------------------------------------------- | -------------------- | -------------------- | -------------------- | -------------------- | -------------------- | -------------------- | -------------------- | ---------------------------- |
| 1971 | Ram ("Paul and Linda McCartney")               | 2                    | 1                    | 1                    | 1                    | 2                    | 6                    | 1                    | Platino (US)                 |
| 1971 | Wild Life ("Wings")                            | 10                   | 9                    | 11                   | 4                    |                      | 15                   |                      | Oro (US)                     |
| 1973 | Red Rose Speedway ("Paul McCartney and Wings") | 1                    | 10                   | 5                    | 4                    | 4                    | 13                   | 5                    | Oro(US) Oro (UK)             |
| 1973 | Band on the Run ("Paul McCartney and Wings")   | 1                    | 4                    | 1                    | 1                    | 1                    | 1                    | 1                    | 3x Platino (US) Platino (UK) |
| 1975 | Venus and Mars ("Wings")                       | 1                    | 1                    | 1                    | 1                    | 1                    | 1                    | 1                    | Platino (US, UK)             |
| 1976 | Wings at the Speed of Sound ("Wings")          | 1                    | 2                    | 2                    | 2                    | 7                    | 4                    | 6                    | Platino (US) Oro (UK)        |
| 1978 | London Town ("Wings")                          | 2                    | 4                    | 4                    | 2                    | 4                    | 4                    | 5                    | Platino (US) Oro (UK)        |
| 1979 | Back to the Egg ("Wings")                      | 8                    | 9                    | 6                    | 5                    | 5                    | 7                    | 7                    | Platino (US) Oro (UK)        |

### Compilaciones
| Año  | Álbum                              | Posiciones de ventas | Posiciones de ventas | Posiciones de ventas | Posiciones de ventas | Posiciones de ventas | Posiciones de ventas | Posiciones de ventas | Posiciones de ventas | Posiciones de ventas | Posiciones de ventas | Posiciones de ventas | Certificaciones                                   |
| Año  | Álbum                              | U.S.                 | AUS                  | NZ                   | U.K.                 | BEL                  | ITA                  | NOR                  | SWE                  | SWI                  | JPN                  | ARG                  | Certificaciones                                   |
| ---- | ---------------------------------- | -------------------- | -------------------- | -------------------- | -------------------- | -------------------- | -------------------- | -------------------- | -------------------- | -------------------- | -------------------- | -------------------- | ------------------------------------------------- |
| 1978 | Wings Greatest (credit to "Wings") | 29                   |                      | 16                   | 5                    |                      |                      | 20                   | 32                   |                      | 24                   |                      | Platino (US, UK)                                  |
| 1987 | All the Best!                      | 62                   |                      | 5                    | 2                    |                      |                      |                      | 7                    | 11                   | 11                   | 1                    | 3x Platino (UK) 2x Platino (US) Oro (ARG) Oro(JP) |
| 2001 | Wingspan: Hits and History         | 2                    | 14                   | 13                   | 5                    | 21                   | 18                   | 5                    | 49                   |                      | 13                   | 2                    | 2x Platino (US) Oro (AUS)                         |

## Vegetarianismo, activismo y estilo de vida
Linda introdujo a su marido al vegetarianismo en 1975 y promovió una dieta vegetariana a través de sus libros de cocina: Linda McCartney´s Home Cooking (1989), Linda’s Kitchen y Simple and Inspiring Recipes for Meatless Meals.
Explicó su cambio al vegetarianismo diciendo que no quería "comer a un ser vivo" y que "si en los mataderos hubiese paredes de cristal, todo el mundo sería vegetariano".
Los McCartney se convirtieron abiertamente en vegetarianos y activistas de los derechos de los animales, principalmente de aquellos en peligro.
A comienzos de los años 1990, Linda, junto a Yoko Ono, Barbara Bach y Olivia Harrison, fundaron la organización Romanian Angel Appeal, la cual ayuda a niños en condiciones de pobreza en una devastada Rumania.
En 1991, presenta una línea de vegetales congelados bajo el nombre de Linda McCartney, que la convirtió en millonaria, independientemente del dinero de su marido. En 1995, Linda apareció en forma animada con su marido en Los Simpsons, episodio "Lisa, la vegetariana": Lisa Simpson se convierte en vegetariana por una exigencia que pusieron los McCartneys para participar en el programa, y el episodio "Basura de titanes" fue dedicado a su memoria en 1998. El HJ Heinz Company fue adquirido por Linda McCartney Foods en marzo de 2000, y el Grupo de Hain Celestial, en 2007. Linda McCartney Foods patrocinó el equipo ciclista profesional Linda McCartney Racing Team.
McCartney fue una firme defensora de los derechos de los animales y prestó su apoyo a muchas organizaciones, como PETA (Personas para el Tratamiento Ético de los Animales), así como el Consejo para la Protección de la Inglaterra Rural, que estaba en contra de la deforestación en ese país, Amigos de la Tierra, y fue un patrón de la Liga contra los deportes crueles. Antes de morir, narró un anuncio de TV de PETA, en el que dijo: "¿Alguna vez has visto un pez jadeando cuando se le saca del agua? Ellos están diciendo: 'Muchas gracias por matarme. Se siente bien, ¿sabes? ¡No duele!'". Después de su muerte, PETA creó el Premio en memoria de Linda McCartney.

## Drogas
Linda fue detenida en Los Ángeles por posesión de marihuana en 1975, pero los cargos fueron posteriormente retirados.
En 1984, el matrimonio McCartney fue arrestado en Barbados, también por posesión de marihuana, y fue multado. Cuando llegaron al aeropuerto de Japón, le encontraron a Paul marihuana en la bolsa de Linda, por lo que estuvo bajo arresto por 9 días.[cita requerida] Volaron al aeropuerto de Heathrow, Londres, donde Linda fue detenida nuevamente acusada de posesión.
Más tarde comentó que las drogas son repugnantes y que las había dejado.

## Enfermedad y muerte
A Linda le diagnosticaron cáncer de mama en 1995, y su estado empeoró pronto cuando se extendió al hígado. Linda McCartney falleció a la edad de 56 años el 17 de abril de 1998, en el rancho de la familia McCartney en Tucson, Arizona. Fue cremada en Tucson, y sus cenizas fueron esparcidas en la finca de los McCartney, en Sussex, Inglaterra.
Paul sugirió a los seguidores que, en memoria de ella, donaran dinero para la investigación del cáncer de mama "o el mejor homenaje, ser vegetariano/a".
El funeral para ella se celebró en St Martin-in-the-Fields, Londres, en el que participaron George Harrison, David Gilmour, Elton John, George Martin y Ringo Starr. Un servicio conmemorativo se celebró también en la Iglesia de Riverside en Manhattan, dos meses después de su muerte.
Después de hablar acerca de los medicamentos utilizados para tratar el cáncer de mama, Paul dijo: "Si un fármaco tiene que ser utilizado en seres humanos, entonces tuvo que ser probado en un animal... Esto fue difícil para Linda cuando estaba en tratamiento."
Dejó toda su fortuna a su marido en un arreglo especial, que permite el aplazamiento de los impuestos debidos sobre su patrimonio después de su muerte. Él tenía acceso a los derechos de autor de los libros, registros y cualquier remuneración financiera por la utilización de las fotografías de su esposa. Además se ha comprometido a continuar con su línea de comida vegetariana, y que la mantenga libre de organismos genéticamente modificados.
En enero de 2000, Paul anunció donaciones de más de 2 millones de dólares estadounidenses para la investigación del cáncer en el Memorial Sloan-Kettering Cancer Center de Nueva York y el Centro del Cáncer de Arizona en Tucson, donde Linda recibió tratamiento. Los centros recibieron un millón de dólares estadounidenses (£ 625.000) cada uno. Las donaciones para Garland Apelation se hicieron con la condición de que los animales no serían utilizados para fines de ensayo.

### Homenajes

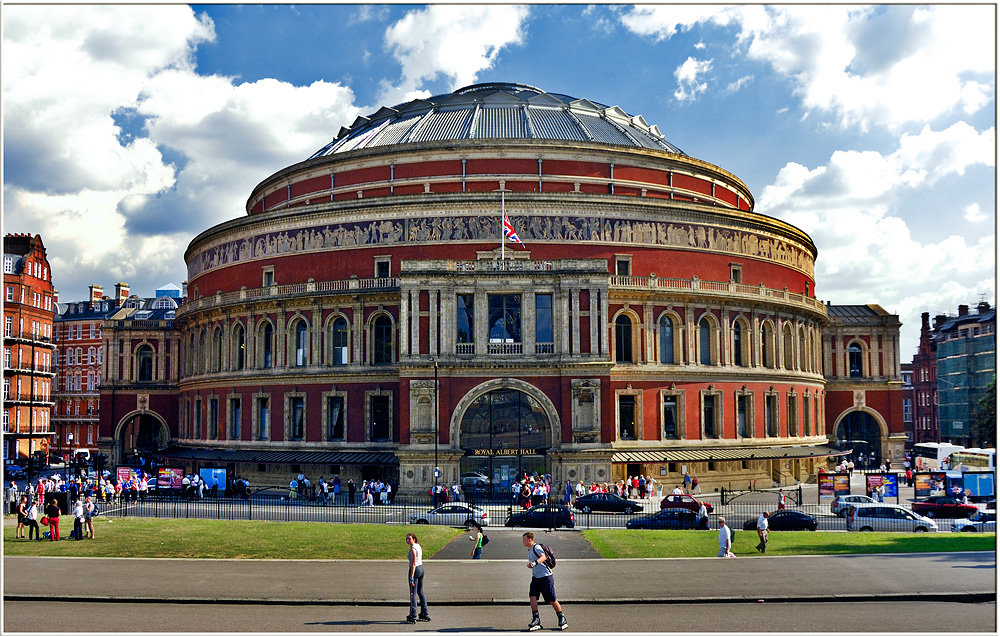
Royal Albert Hall, en el día en que se realizó el concierto en su memoria en 1999.

El 10 de abril de 1999, Paul McCartney actuó en el homenaje "Concierto para Linda" en el Royal Albert Hall, de Londres, con numerosos artistas, como George Michael, The Pretenders, Elvis Costello, Eric Clapton, Phil Collins y Tom Jones.
En 2000, el Centro Linda McCartney, una clínica para pacientes con cáncer, se inauguró en el Royal Hospital de la Universidad de Liverpool.
En noviembre de 2002, el Kintyre Linda McCartney Memorial Trust abrió un jardín conmemorativo en Campbeltown - la principal ciudad de Mull of Kintyre - con la dedicación de una estatua de bronce por la escultora Jane Robbins, (prima de Paul), que había sido encargada y donada por él.

## Apariciones en televisión
- En la serie animada Los Simpsons el episodio Trash of the Titans, está dedicado a la memoria de Linda McCartney. Ella había aparecido previamente en la serie, junto a Paul, en el episodio Lisa, la vegetariana.
- Elizabeth Mitchell y Gary Bakewell actuaron como Linda y Paul McCartney en la película para televisión de 2000, llamada: The Linda McCartney Story.
- Catherine Strauss hizo como "Linda Eastman" en la película para TV, de 1985 llamada, John and Yoko: A Love Story.

### Otras referencias
- Danny Fields (2001). Linda McCartney. Time Warner. ISBN 0-7515-2985-0.
- McCartney, Paul. "Sir Paul McCartney on Linda". The Times, April 6, 2008.
- Barry Miles (1998). Many Years From Now. ISBN 0-7493-8658-4.
- Spitz, Bob (2005). The Beatles: The Biography. Little, Brown and Company (Nueva York). ISBN 1845131606.